# 섀도우 클라우드
《섀도우 클라우드》(영어: Shadow in the Cloud)는 2020년에 공개된 뉴질랜드·미국의 액션 공포 영화로, 중국계 뉴질랜드인 감독 로잰 량이 연출하였다. 클로이 그레이스 머레츠, 뷸라 콸레이, 테일러 존 스미스, 닉 로빈슨, 캘런 멀비가 출연한다. 2020년 9월 제45회 토론토 국제 영화제에서 초연되었다.

## 줄거리
1943년 8월. 영국 왕립 공군(RAF) 모드 개릿 소위는 오클랜드에서 사모아로 기밀정보를 전달하는 임무를 띠고 연합국의 다국적 군인들이 모인 보잉 B-17 플라잉 포트리스에 올라 반구형 포탑에 자리를 배치 받는다.
모드는 갑자기 나타난 그렘린에게 잠시 공격을 받는다. 이를 다른 군인들에게 알려보지만 아무도 믿어주지 않는 가운데 무전병 태거트가 모드 개릿이란 사람은 존재하지 않는다고 통보한다.
마침 사격을 개시한 일본군 전투기를 명중해 추락시킨 모드는 자신이 육군 항공대 여성 조종사대(WASP) 소속이며 결혼 전 성을 쓰고 있다고 항변하는데...

## 출연
- 클로이 그레이스 머레츠 - 모드 개릿 역
- 뷸라 콸레이 - 앤턴 윌리엄스, 뉴질랜드 왕립 공군(RNZAF), 부조종사 역
- 테일러 존 스미스 - 월터 퀘이드 병장, 미국 육군 항공대, 상단 사수 역
- 캘런 멀비 - 존 리브스 대위, 조종사 역
- 베네딕트 월 - 토미 돈, 측면 사수 역
- 바이런 콜 - 테런스 태거트, RAF 스코틀랜드, 무전병 역
- 조 윗카우스키 - 브래들리 핀치, 항법사 역
- 닉 로빈슨 - 스튜 베클, 후방 사수 역

## 수상
- 2020년 제45회 토론토 국제 영화제 수상 미드나이트 매드니스 관객상 (로잰 량)
- 2020년 제40회 하와이 국제 영화제 후보 뉴 아메리칸 퍼스펙티브, 파노라마